# Lawn (Texas)
Lawn es un pueblo ubicado en el condado de Taylor en el estado estadounidense de Texas. En el Censo de 2010 tenía una población de 314 habitantes y una densidad poblacional de 203,08 personas por km².

## Geografía
Lawn se encuentra ubicado en las coordenadas 32°8′12″N 99°45′0″O / 32.13667, -99.75000. Según la Oficina del Censo de los Estados Unidos, Lawn tiene una superficie total de 1.55 km², de la cual 1.55 km² corresponden a tierra firme y (0%) 0 km² es agua.

## Demografía
Según el censo de 2010, había 314 personas residiendo en Lawn. La densidad de población era de 203,08 hab./km². De los 314 habitantes, Lawn estaba compuesto por el 91.72% blancos, el 0% eran afroamericanos, el 0% eran amerindios, el 0.32% eran asiáticos, el 0% eran isleños del Pacífico, el 4.78% eran de otras razas y el 3.18% pertenecían a dos o más razas. Del total de la población el 14.97% eran hispanos o latinos de cualquier raza.